# Claude Legault
Claude Legault (Montreal, Quebec, 26 de maio de 1963) é um ator e roteirista canadense.

## Biografia
Legault começou sua carreira na Ligue Nationale d'Improvisation se tornando um nome familiar no teatro, TV e cinema. Fez parte do elenco das séries 450, chemin du golf e Annie et ses hommes. Também apareceu em Minuit, le soir e Dans une galaxie près de chez vous 2, as duas escritas por ele com Pierre-Yves Bernard. Além disso, Legault foi co-autor de Le monde selon Dieu.
Seus últimos trabalhos foram em 19-2, na qual foi nomeado a um prêmio Emmy Internacional, e atualmente na série Les pêcheurs.

## Filmografia

### Televisão
| Ano       | Título                             | Papel            | Nota(s) |
| --------- | ---------------------------------- | ---------------- | --- |
| 1992-1993 | Watatatow                          | Paul Girard      | 6 episódios |
| 1996      | La Petite Vie                      | Menteur anonyme  | 1 episódio |
| 1996-2001 | Le Retour                          | Jean Caporucci   | |
| 1998-2001 | Dans une galaxie près de chez vous | Flavien Bouchard | 60 episódios, também escritor |
| 1999-2003 | Catherine                          | Gabriel          | |
| 2002-2009 | Annie et ses hommes                | Éric Séguin      | |
| 2003-2009 | 450, chemin du Golf                | Alexandre        | |
| 2005-2007 | Minuit, le soir                    | Marc Forest      | 28 episódios |
| 2011-2015 | 19-2                               | Ben Chartier     | 30 episódios, também escritor Indicado-Prêmio Emmy Internacional de melhor ator Indicado-Prêmio Emmy Internacional de melhor série dramática |
| 2018      | Fugueuse                           | Laurent Couture  | 10 episódios |

### Cinema
| Ano  | Título                                          | Papel                  | Nota(s)  |
| ---- | ----------------------------------------------- | ---------------------- | -------- |
| 2004 | Dans une galaxie près de chez vous 1            | Flavien Bouchard       | Escritor |
| 2006 | The 3 L'il Pigs                                 | Mathieu                |          |
| 2008 | Dans une galaxie près de chez vous 2            | Flavien Bouchard       | Escritor |
| 2010 | 10½                                             | Gilles                 |          |
| 2010 | 7 Days                                          | Bruno Hamel            |          |
| 2010 | City of Shadows (La Cité)                       | Coronel Julien Mandel  |          |
| 2011 | French Kiss                                     | Fred                   |          |
| 2012 | The Bossé Empire (L'Empire Bossé)               | Jacques "Coco" Lacasse |          |
| 2012 | L'Affaire Dumont                                | Polygraphe J. Landry   |          |
| 2012 | The Pee-Wee 3D: The Winter That Changed My Life | Luke Boulet            |          |
| 2017 | Junior Majeur                                   | Luke Boulet            |          |
| 2017 | Barefoot at Dawn                                | Bérubé                 |          |
| 2021 | Drunken Birds (Les Oiseaux ivres)               |                        |          |